# Leptaleus nilidisaimus
Leptaleus nilidisaimus là một loài bọ cánh cứng trong họ Anthicidae. Loài này được Pic miêu tả khoa học năm 1921.